# Isa (Kagoshima)
Isa (伊佐市?) è una città giapponese della prefettura di Kagoshima.